# Visby ringmur

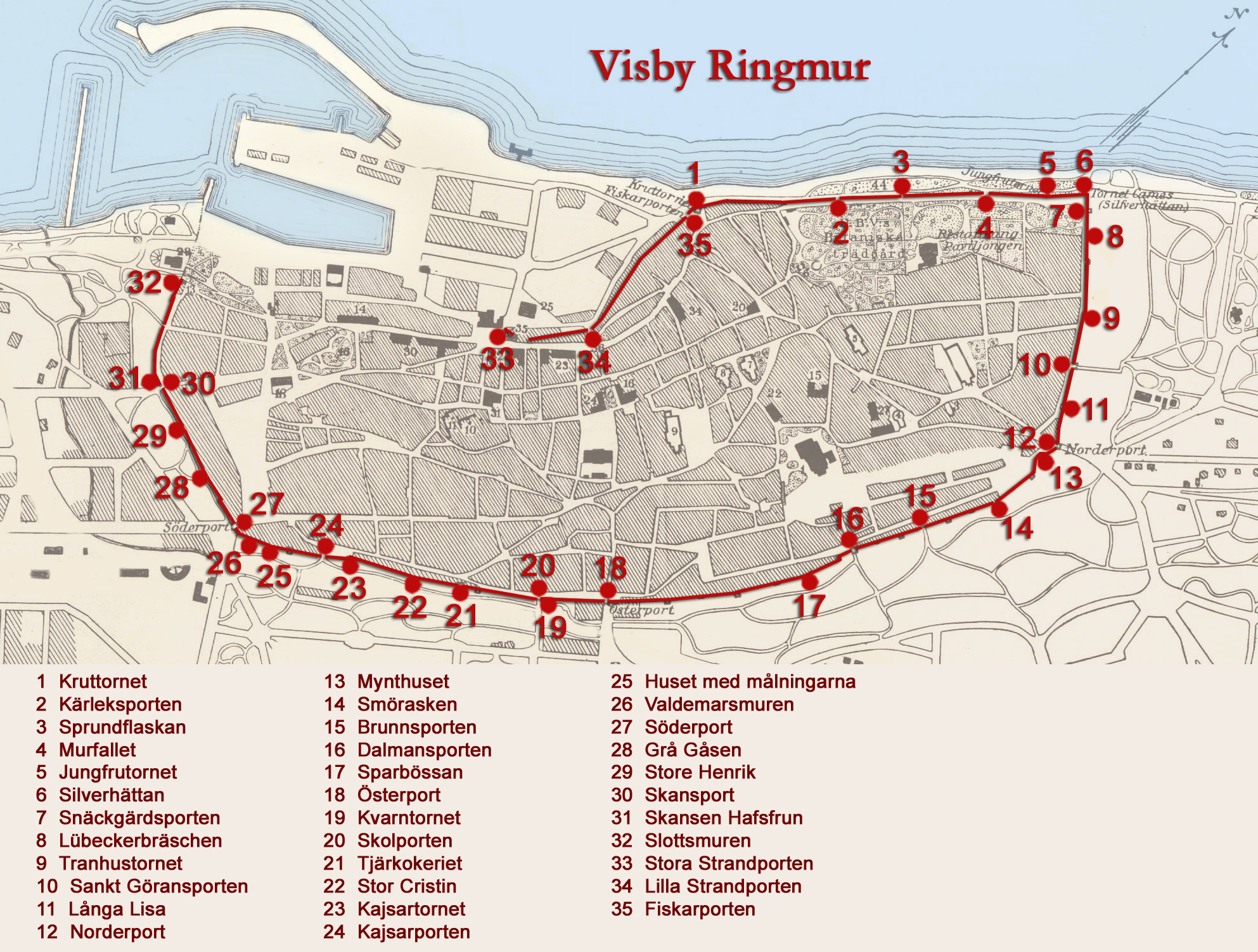
Visby ringmur.

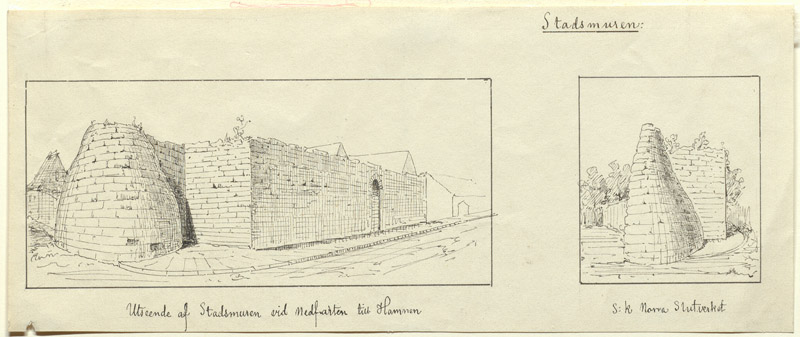
Visby 105:1. Södra murhörnet vid Donnersplats, före rivningen 1866. Tuschteckning.

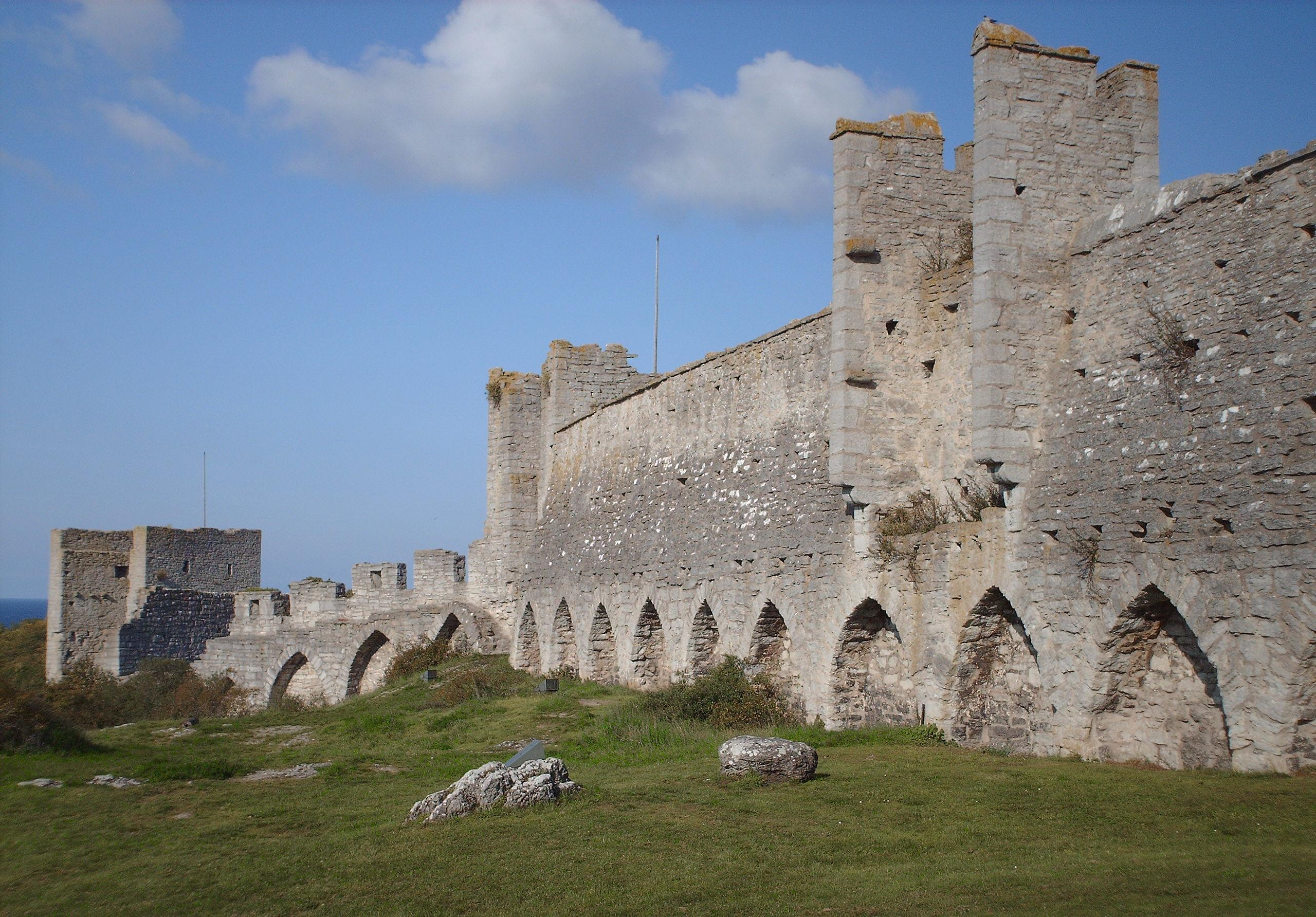
Insidan av muren.

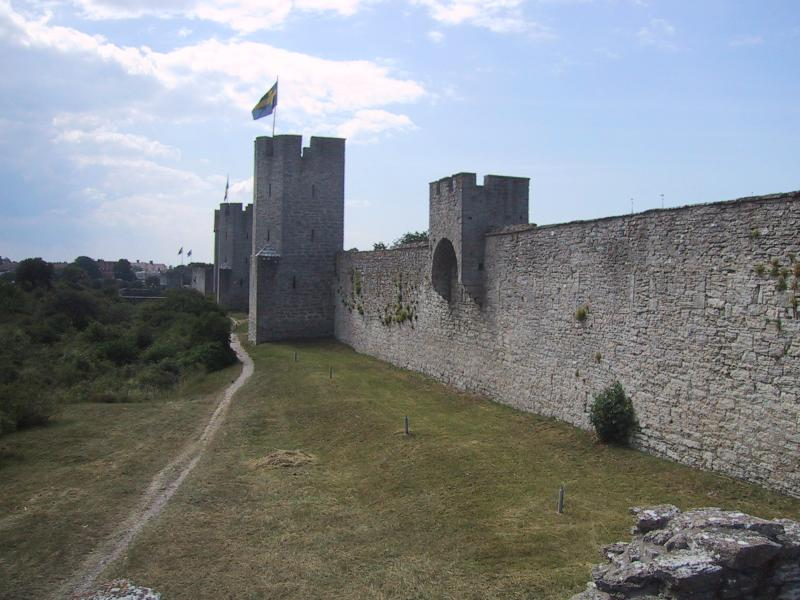
Östra sidan av muren.

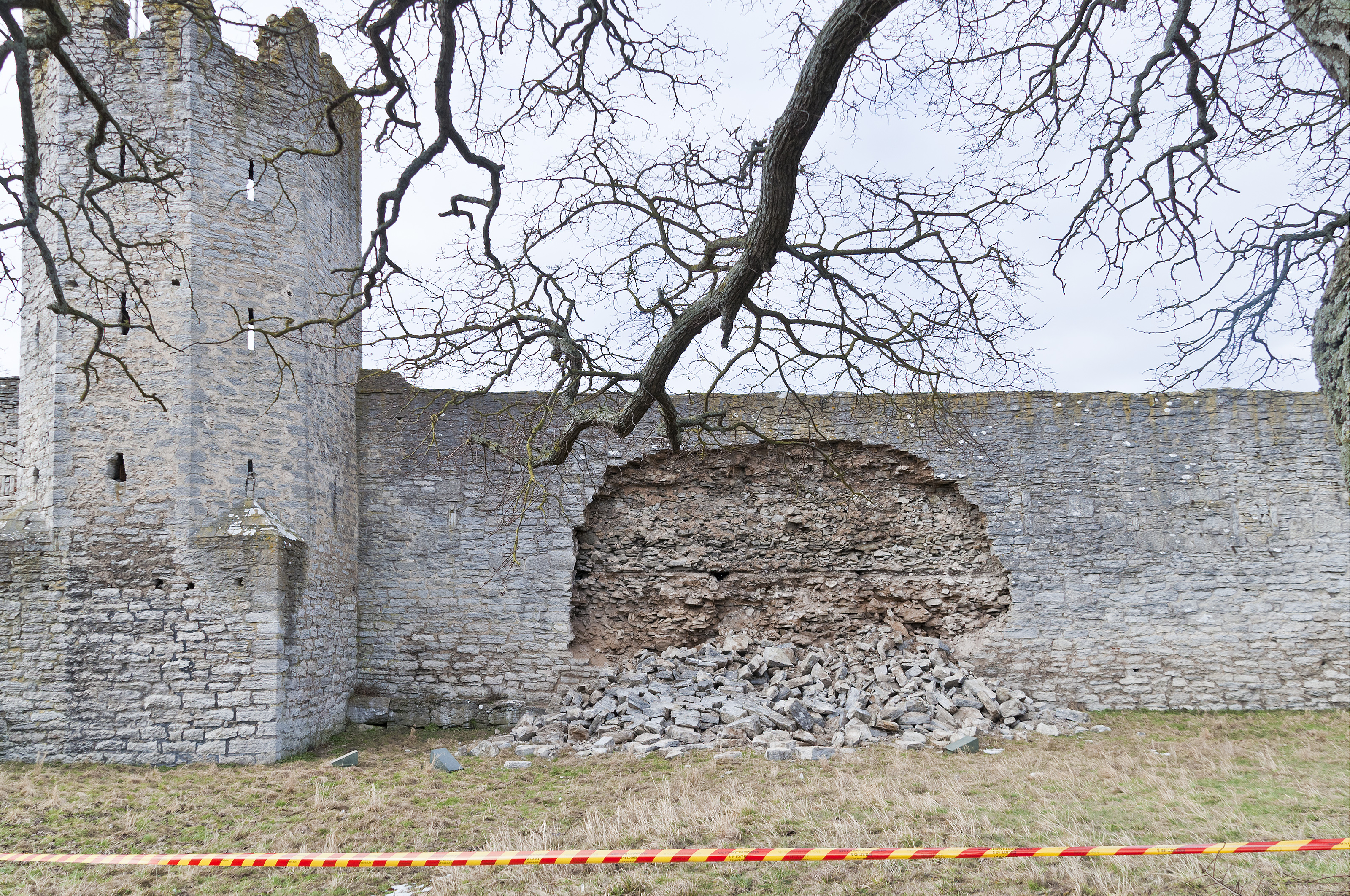
Delar av skalmuren rasade i februari 2012

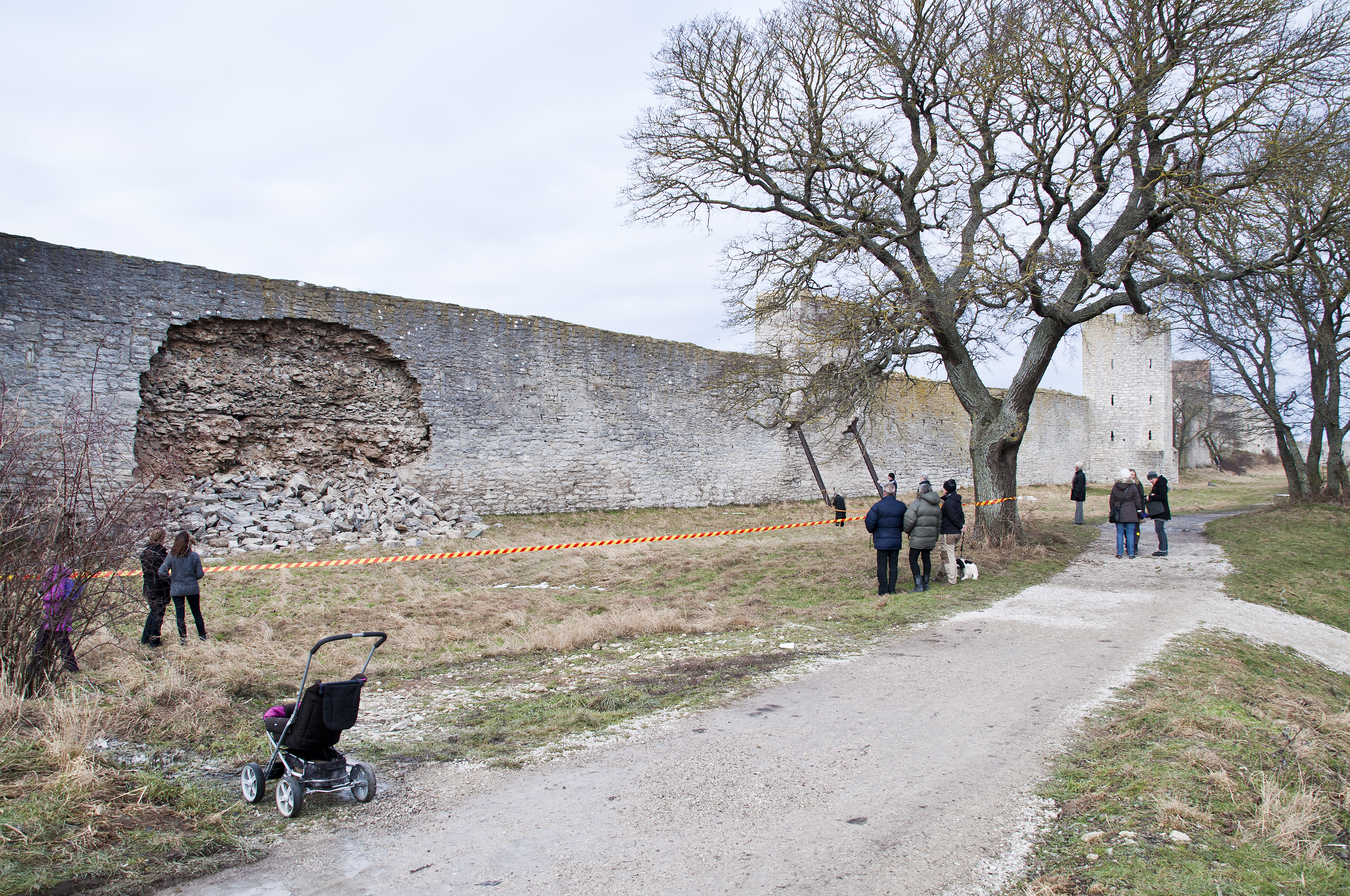
Nerrasad del av Visby ringmur, februari 2012

Visby ringmur är en stadsmur kring den medeltida delen av Visby på Gotland. Ringmuren är upp till elva meter hög på sina ställen och hade ursprungligen 29 marktorn och 22 eller 23 sadeltorn. Idag finns 27 av marktornen kvar samt nio sadeltorn. Den totala längden är 3,4 kilometer. Muren har i väsentlig grad bidragit till att Visby utsetts till världsarvstad. 1361 invaderade den danska kungen Atterdags och 11 knektar gjorde 13 hål i muren.

## Historia
Den äldsta delen av muren är en kastal, idag kallad Kruttornet, vilken byggdes vid stadens norra hamninlopp på 1100-talet. Därmed är den Nordens äldsta, bevarade profanbyggnad. Rester av en liknande finns i källaren till residenset på Strandgatan och visar att ytterligare en kastal ursprungligen fanns vid hamnens södra inlopp.
Utformningen av strandmuren visar att den är äldre än landmuren, och borde ha uppförts mellan dessa båda kastaler omkring 1250. En igensatt dubbelport mellan Lilla Strandporten och Kruttornet har förmodligen fungerat som tullport i den äldsta strandmuren. Först under 1270- och 1280-talen byggdes egentliga stadsbefästningar runt Visby, då landmuren uppfördes. Den bestod då av en 5 till 6 meter hög mur med skyttegång, som hade öppningar på jämna mellanrum och smala skyttegluggar mellan öppningarna. Dendrokronologiska dateringar har visat att Österport är uppförd tidigast 1286, Norderport omkring 1289 och Snäckgärdsporten 1294. Därefter, troligen under 1290-talet och början av 1300-talet byggdes ett tjugotal stora marktorn mellan portarna.
Murens tillkomst kan troligen kopplas till konflikterna mellan staden och det gotländska alltinget, som ledde till ett inbördeskrig på ön 1288. En del av den äldsta muren strax söder om Kvarntornet har raserats, vilket möjligen kan vara ett spår av att Visby i inledningen av kriget intogs och plundrades.
Den sista stora ombyggnaden av stadsmuren inträffade på 1350-talet, då muren förstärktes och höjdes med tre till fyra meter. Dessutom förstärktes försvaret med drygt tjugo sadeltorn. Då Valdemar Atterdag 1361 intog staden lät han symboliskt bryta ned en del av muren strax sydöst om Söderport för att genom öppningen marschera in i staden, en symbol för underkastelse som använts sedan antiken. Den nedbrutna delen av stadsmuren murades åter upp 1363. Hörntornet Silverhättan i murens nordvästra del tillkom troligen under Tyska ordens innehav av Visby 1398–1408, möjligen tillkom två mindre torn längs sjömuren. Det sista stora anfallet mot Visby ägde rum 1525, när trupper från Lübeck stormade staden. Lübeckerbräschen sägs enligt traditionen vara rester från striderna, men är troligen ett senare ras, även om det troligen inträffat ungefär på de ställen där lübeckarnas anfall huvudsakligen skadat muren.
Under 1500-talet och början av 1700-talet tillkom även några kaponjärer vid den östra muren. Den hade då annars helt spelat ut sin roll som försvarsanläggning, och överlevde främst genom att fungera som tullbarriär. När inrikestullen avskaffades 1810 var ringmuren redan ett känt minnesmärke, vilket kom att rädda den undan förstörelse. Under åren 1884–1886 restaurerades muren under ledning av arkitekten Emil Viktor Langlet och idag är dess totala längd 3,6 kilometer.

## Ringmurens torn, byggnader och delar
Med början vid murens äldsta byggnad, Kruttornet vid Almedalen, följer här en medsols uppställd uppräkning av ringmurens partier.

### Kruttornet (tidigare Lambtornet)

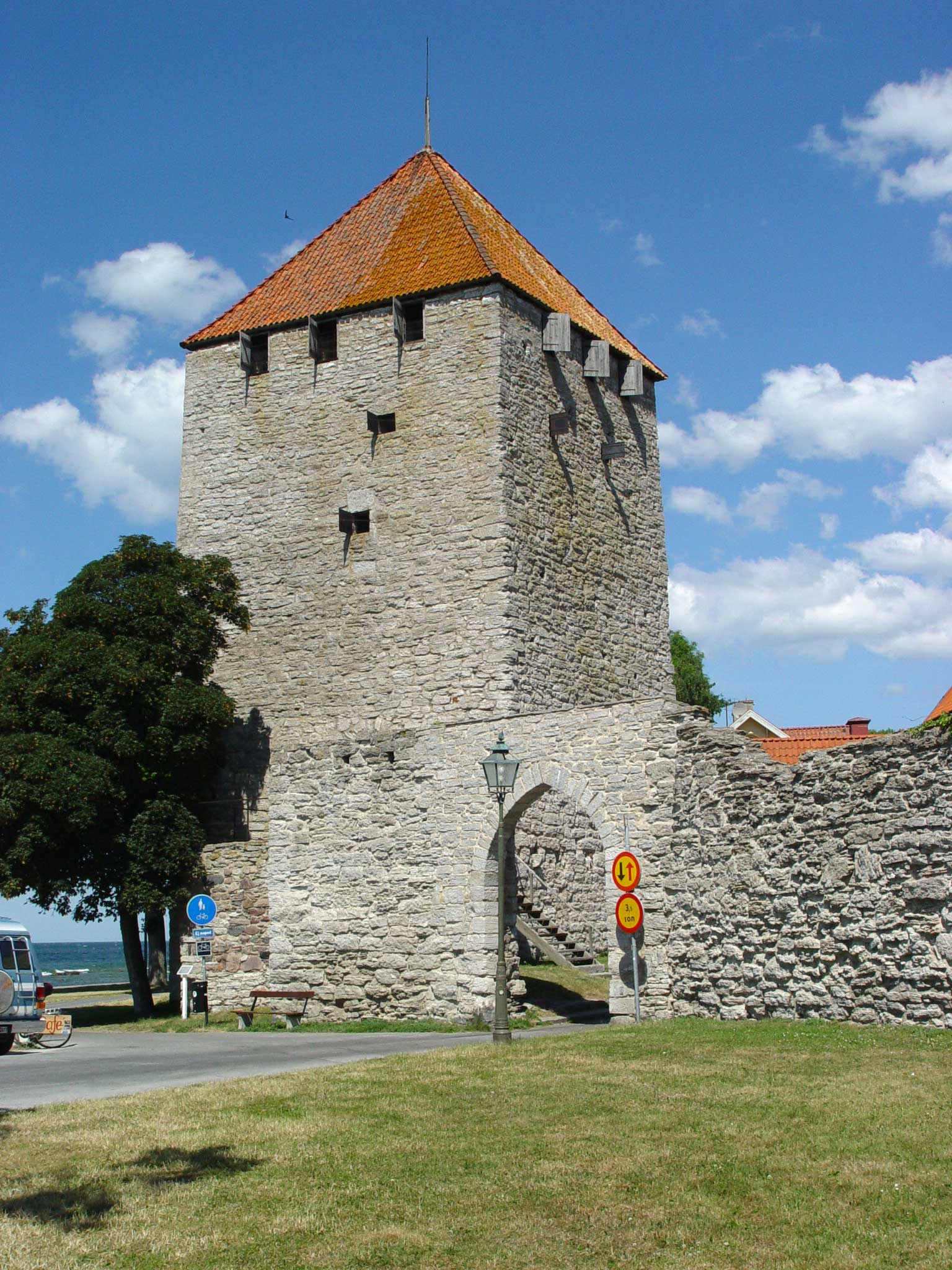
Kruttornet och Fiskarporten.

Kruttornet är det äldsta tornet i Visby ringmur och ligger som försvarstorn till den medeltida hamnen, nu känd som Almedalen, och uppfördes omkring 1160–1161 som en fristående kastal. Hamnen har försvunnit från platsen eftersom Gotland har stigit på grund av landhöjningen. Från tornets topp kunde armborstskyttar skjuta rakt ner i inkommande båtar. Tornet hade ingen port, bara en liten lucka ett tiotal meter upp på väggen, dit man kom via en stege som sedan drogs upp, vilket försvårade för angripare att ta sig in. Namnet Kruttornet fick tornet dock avsevärt mycket senare. 1710, efter att Visborgs slott förstörts och  då ön behövde försvaras inför kommande danska och ryska anfall inrättades det ”Lamberts torn” till krutförråd. Som krutförråd fungerade tornet fram till mitten av 1800-talet då krutförrådet i stället flyttades till Hospitalsbetningen. Kruttornet förblev dock i Kronans ägo fram till 1899.
Invid Kruttornet finns resterna av Fiskarholmsskansen, som anlades på 1600-talet för Visbys försvar. Skansen var ännu vid mitten av 1800-talet bestyckad med fyra 24-pundiga kanoner.
Strax norr om Kruttornet ingår i muren gaveln till ett stenhus som är äldre än muren. Marken här har fyllts upp betydligt sedan muren uppfördes. I husgavelns sydvästra hörn syns rester av en välvd nedgång. Ett brunnskar i den innanför liggande gårdsplanen har byggts mot en igensatt dörr i husets norra vägg. Vi en utgrävning mellan väggen och brunnskaret påträffades även en fönsteromfattning till huset.

### Kärleksporten

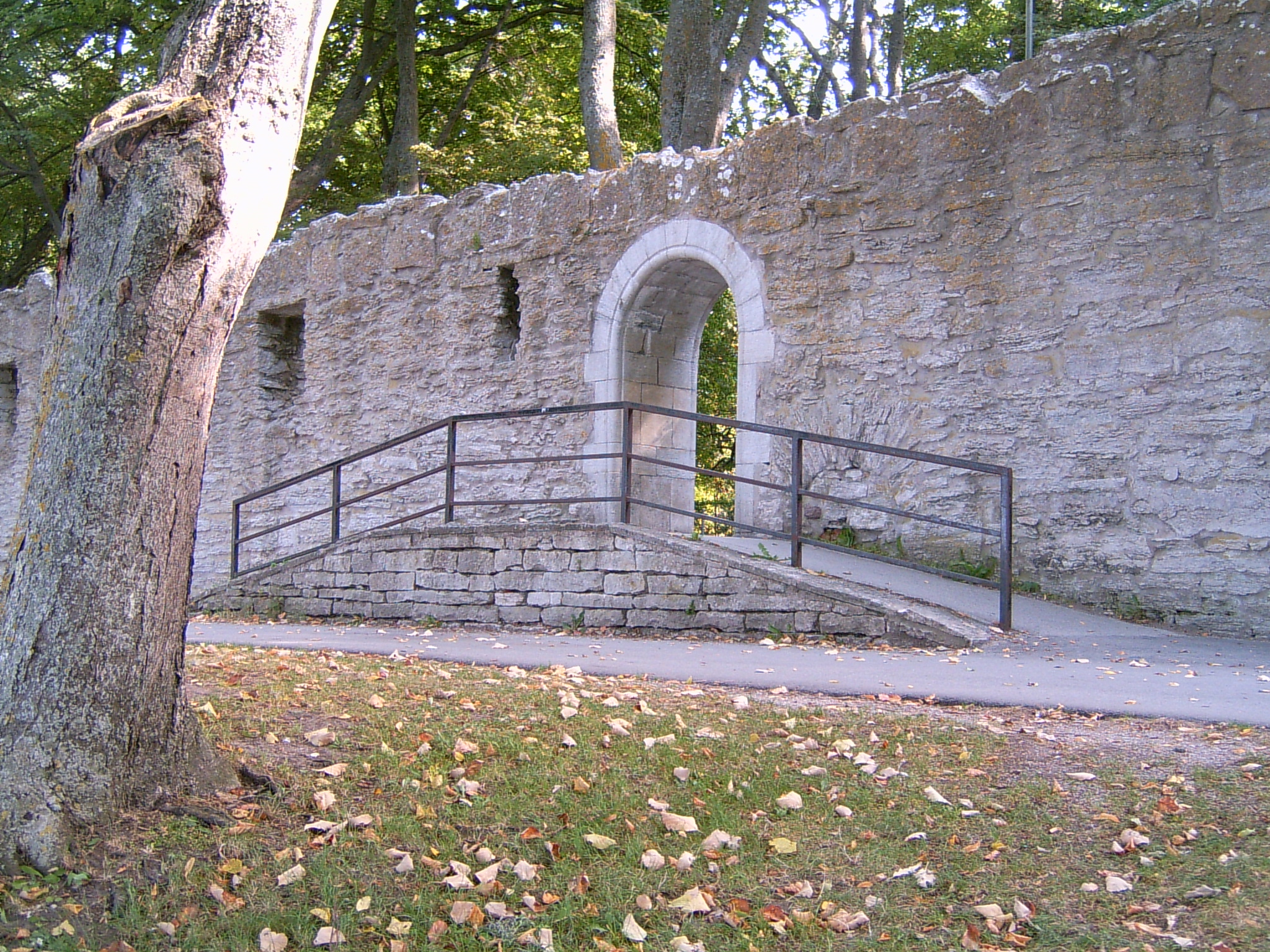
Kärleksporten.

Kärleksporten byggdes först år 1872. Den togs upp på ett raserat ställe av muren mellan Strandpromenaden och Botaniska trädgården och som hade använts av fiskarbefolkningen som passage. Sjömuren norr om Kruttornet saknade ursprungligen torn. Den rundbågiga portens namn kommer egentligen från att man på området innanför porten tjärade rep under medeltiden. Tjärporten har sedan med tiden omvandlats till kärleksporten. Enligt seden skall man när man går i par genom porten stanna och kyssas. Ofta ligger svanar och guppar i havet precis utanför och stenarna i portalen är idag fyllda med inristade kärleksförklaringar från olika tider.
Alldeles söder om Kärleksporten finns resterna av en liten låg port, som inte kan ha betytt något för stadens handel utan troligen varit en vattenport för att ge stadens innevånare möjlighet att här kunna komma ned och hämta vatten.

### Sprundflaskan
Detta marktorn uppfördes antingen i slutet av 1300-talet eller i början av 1400-talet med syftet att stärka muren som försvarsanläggning och samtidigt ge stöd åt ett svagt parti i muren. Tornet uppfördes över vad som tidigare var en dubbelport, men som i samband med tornbyggnationen sattes igen så när som på en mindre öppning in i tornet. Tornet försågs i samband med byggandet med gluggar både för kanoner och armborstskyttar. Namnet Sprundflaskan är känt sedan slutet av 1600-talet och kan ha fått benämningen på grund av sitt flaskliknande utseende.

### Murfallet
Precis som namnet antyder så är detta en fallen del av ringmuren som också kan dölja rester av ett torn. Idag används öppningen för biltrafik. Utanför Murfallet ligger en kulle, som skulle kunna innehålla rester av den fallna muren.

### Jungfrutornet
Jungfrutornet uppfördes under 1400-talet för att stärka stadens försvar mot havet. Sitt namn kan tornet ha fått från legenden om Unghanses dotter, dottern till Nils Guldsmed i Unghanse. Hon ska ha murats in i tornet som straff för att hon förrådde Visby åt Valdemar Atterdag och danskarna år 1361. Idag vet vi att tornet inte fanns på den tiden, men legenden återges ändock årligen under Medeltidsveckan. Namnet kommer snarare från ett äldre rymdmått, det minsta = en jungfru (1 jungfru = 8,2 cl).

### Silverhättan/Kames
Silverhättan är Visby ringmurs yngsta torn och byggdes av Tyska orden som innehade Gotland 1398–1408. Namnet Kames fick tornet på 1600-talet och det härrör från latinets Comes som betyder greve. Silverhättan syftar till en glänsande takbetäckning, troligen blyplåt. Tornet tillhör den yngsta gruppen av murens försvarstorn och är uppfört i vinkeln mellan Landmuren och Sjömuren. I murverket uppfördes två grova strävpelare, murstöd. Högst upp, utanför tredje våningen, finns det i muren en rad av hål efter bjälkar som burit en täckt, utvändig skyttegång av trä. På samma våning fanns en eldstad som främst användes för signalering. I början av 1700-talet utvidgades skyttespringorna till stora gluggar, då man befarade att ryssarna, som tidigare hade härjat vid Gotlands östra kust, skulle anfalla Visby. Landshövdingen och generalmajoren Anders Sparfeldt försåg en del av stadsmuren, murens torn och porttornen med eldvapen. Silverhättan var en utpost mot norr och det strategiskt belägna tornet blev ett lås för strandremsan längs Sjömuren.

### Snäckgärdsporten

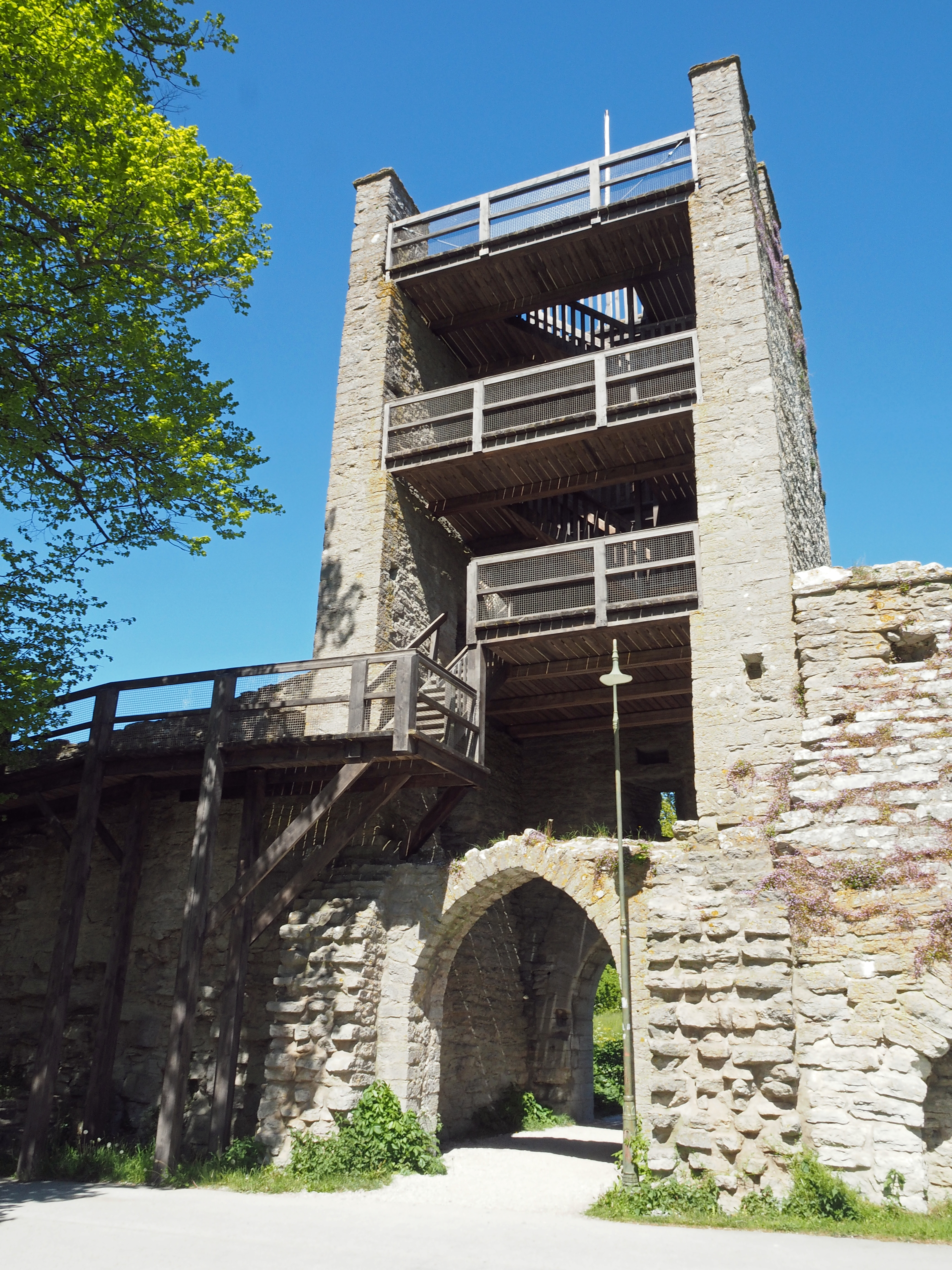
Snäckgärdsportens översta, nykonstruerade våning. Utsikt in mot staden mot domkyrkan Sankta Maria.

Snäckgärdsporten har haft olika namn genom tiderna, bland annat Västerport. Det nuvarande namnet kommer sig av att porten vetter mot Snäckgärdsbaden ett par kilometer norr om stadsmuren.
Tornet är ett av de äldsta tornen av den typ som kallas porttorn. På 1700-talet var den yttre portöppningen igenmurad. Den öppnades först 1885 i samband med restaureringsarbeten på muren. Från 1840-talet och några årtionden framåt användes portrummet sommartid som en del av en uteservering för kaffe, te och punsch. Porten i tornets ytterfasad mot norr har rännor för fällgaller. Gallret tjänade som skydd mot fientliga angrepp med till exempel murbräckor. Tillsammans med innervärnsmurar vid portarna var fällgaller ett gott skydd för det svaga parti som portarna utgjorde i befästningsanläggningen. Inför turistsäsongen 2009 försågs Snäckgärdsportens torn med golv i flera våningar och trappor i trä och blev därmed en ny utsiktsplats i staden. Snäckgärdsportens torn nås från insidan av muren via en gång och en trappa från tornet Silverhättan. 

### Lübeckerbräschen

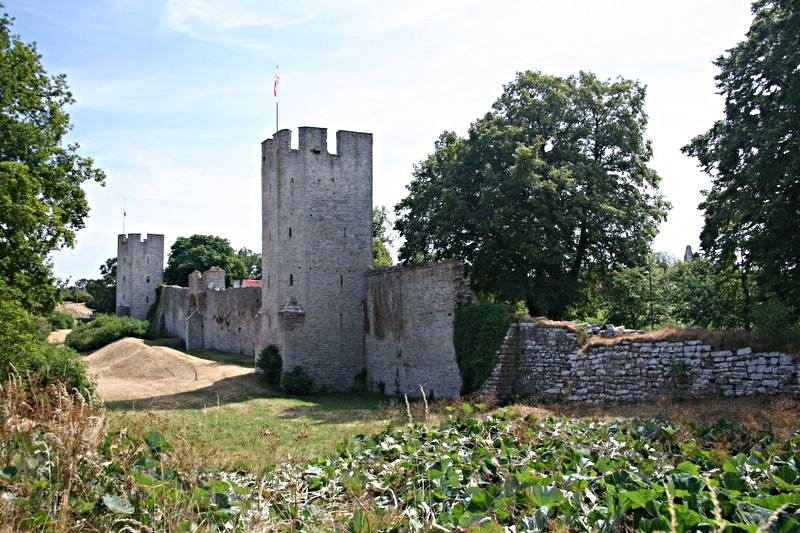
Parti av ringmuren vid Nordergravar. Från höger Lübeckerbräschen, Tranhustornet och Sankt Göransporten.

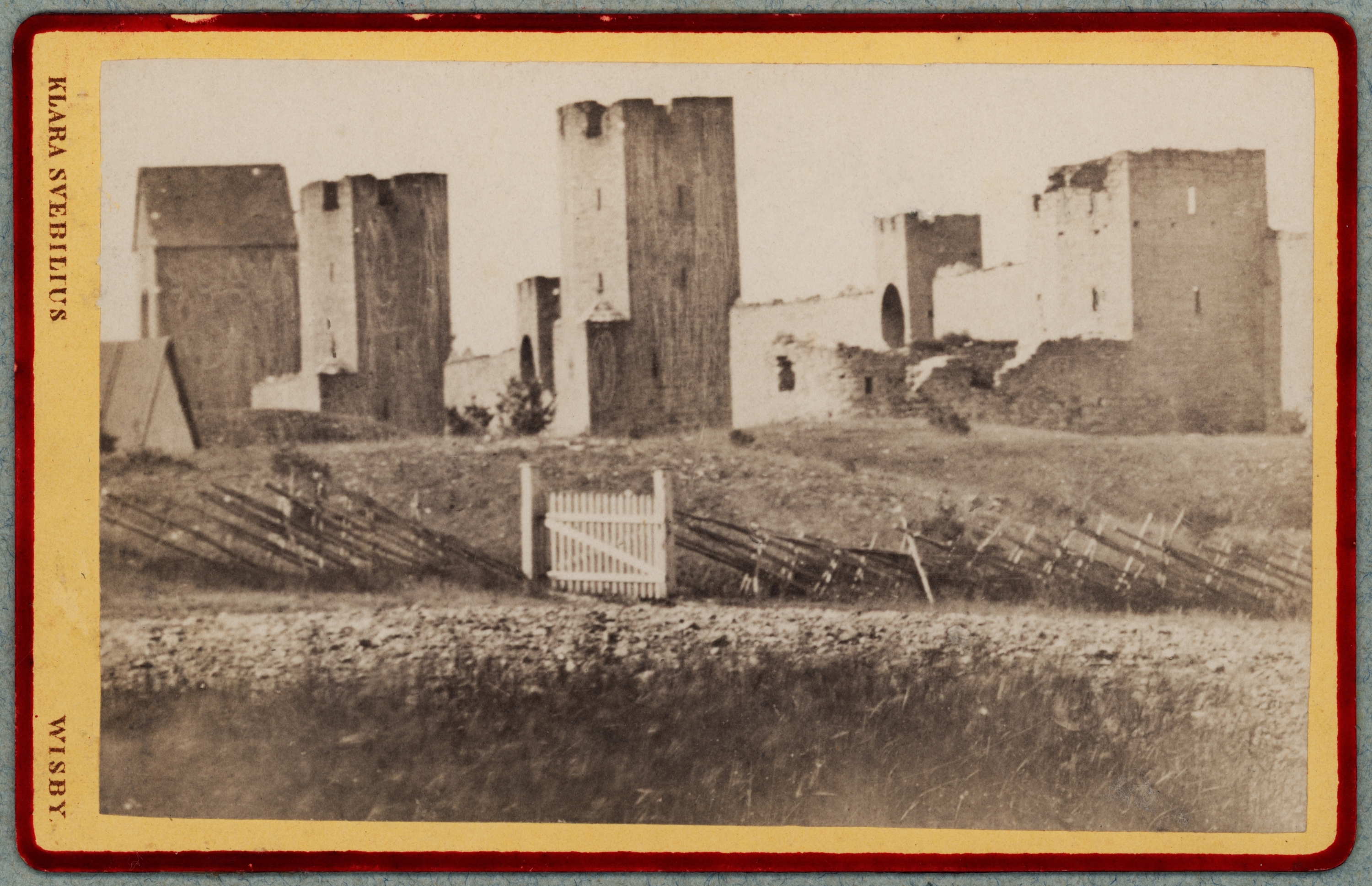
Nordöstra muren fotograferad under 1800-talets andra hälft.

Lübeckerbräschen kallas den del av norra muren som har raserats delvis. Kanske var det här som Lübeckarna anföll staden 1525. Vid arkeologiska utgrävningar vid muren har hittats ett stort antal pilspetsar. Vid tillfället brändes stora delar av staden och kyrkor och kloster plundrades. På sträckan har funnits ett sadeltorn som när det rasade drog en del av muren med sig. Muren ligger på ett sju meter djupt lerlager som troligen orsakade att grunden rörde sig.

### Tranhustornet
Tranhustornet är ett marktorn öster om Lübeckerbräschen. På en karta från mitten av 1700-talet framgår att tornet användes för trankokning, därav namnet. Öster om Tranhustornet finns rester av ett stenhus, som är äldre än muren.

### Sankt Göransporten

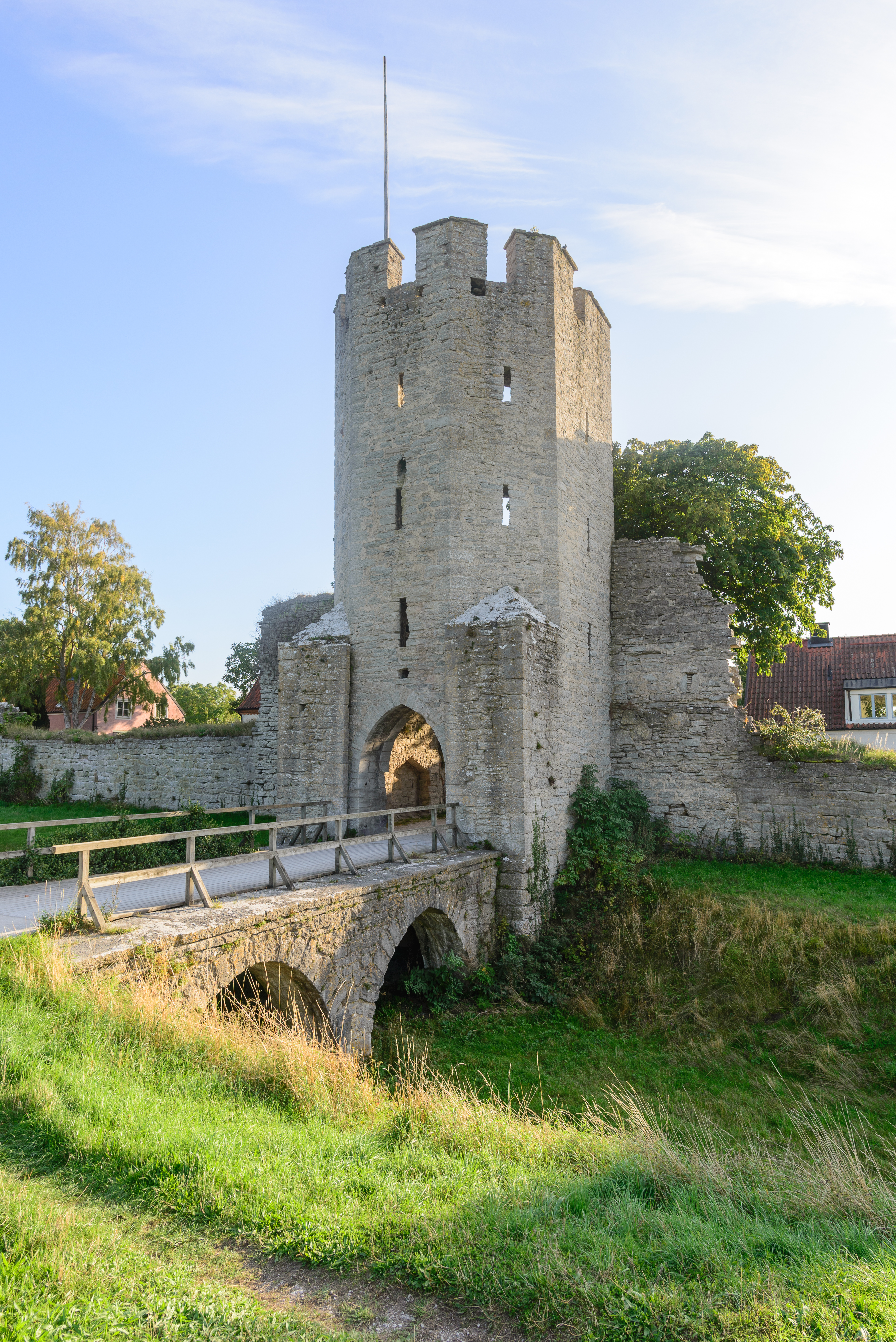
S:t Göransporten.

Denna port leder från innerstaden ut mot S:t Görans hospital som låg norr om staden. Utanför porten finns en stenbro med två valv som leder över Nordergravar. Inofficiellt namn under Medeltidsveckan är ”Preussarbron". S:t Göransporten kallas i äldre handlingar för Andre Lång Henrik, vilket kan ha varit portens medeltida namn. Under 1800-talet kallades den Ödeporten och i början av 1900-talet fick den det nuvarande namnet. Inofficiellt namn på porten är "Lasarusporten" på grund av dess närhet till Visby lasarett (i folkmun kallad "Lasarus").
Portens tillkomst kan sättas i samband med S:t Görans hospital, som var en stor medeltida anläggning med kyrka och sjukhus för spetälska. Ännu i början av 1700-talet användes porten som passage till det gamla hospitalområdet. I mitten av 1700-talet blev porten igenmurad, kanske i samband med att en eldstad byggdes in i portrummet. På eldstaden kokades tjära till den repslagarbana som fanns på insidan av muren. Vid ett tillfälle har S:t Göranstornet utsatts för anfall med kastmaskin. En slungsten sitter kvar i en skyttespringa på fjärde våningen. Bron som leder över vallgraven återuppbyggdes 1901. På båda sidor om porttornet finns öppningar efter två sadeltorn som rasade på 1800-talet.

### Långa Lisa

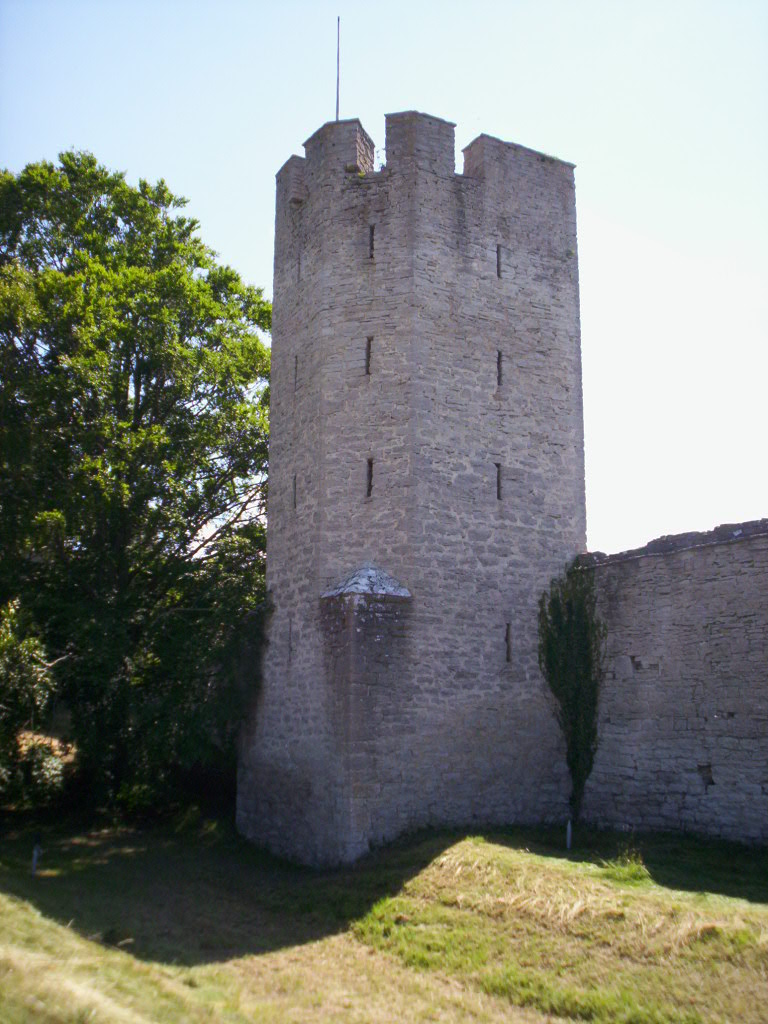
Långa Lisa.

Långa Lisa är ringmurens högsta torn med sex våningar. Tornet har haft samma namn sedan det byggdes. Vid en undersökning av tornet 1901 påträffade man en mängd kaststenar i de översta våningarnas nischer. De hörde till tornets vapenförråd.

### Norderport

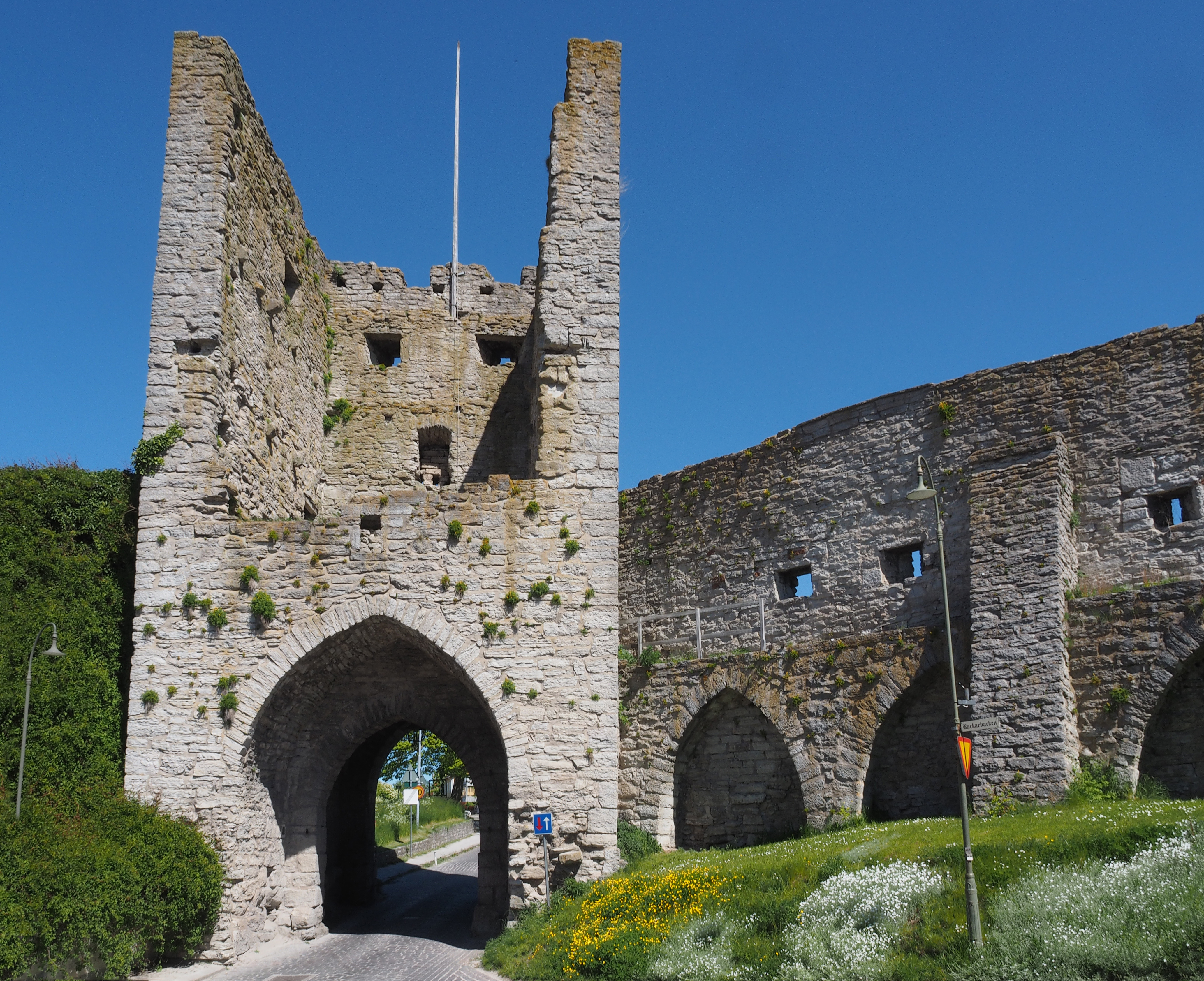
Norderport

Norderport är ett av de äldsta tornen i ringmuren och det var genom den porten landsvägen från norra ön kom in i Visby. Från början byggdes bara en enkel port i stadsmuren. Fortfarande kan man se den ursprungliga träskodda bomrännan i porttornet. Troligen är portbågen ombyggd i samband med tornbygget och den blev då förändrad från rundbågig till spetsbågig form. Genom senare tiders urschaktning av vägbanan har portens grundstenar blivit frilagda i tornrummet.
Norderport och Österport anses ha murens äldsta porttorn, byggda kort tid efter den Gamla murens uppförande, kanske redan omkring år 1280. Norderport ligger i starkt stigande och kuperad terräng. Den har kraftiga dimensioner och hade därmed stor försvarskraft. De yttre träportarna var förstärkta med ett fällgaller. Under gallrets omfattningsbåge kan man se spår efter en öppning för hisslinor eller kedjor. Från öppningen kunde man hälla ut vatten om fienden försökte sätta eld på portarna. I de yttre portomfattningarna finns järnöglor mellan vilka man troligtvis hade en sträckt järnkedja. I fredstid stod portarna öppna under dagen och spärrades endast av med kedjan.
Våningen över portvalvet har inåt staden haft en murad vägg som har rivits ner. I våningen finns en spis vars rökgång är inbyggd i murverket och mynnar ut på murkrönets utsida. Man har alltså även vintertid kunnat hålla en bevakningsstyrka i tornet. I de andra våningarna är flera av skyttespringorna utvidgade och anpassade för kanoner. Detta gjorde år 1710. Högst upp finns grova bjälkhål och under dem urtag i muren för stöttor till en skyttebalkong. Troligtvis har tornet haft något slags tak. Källor från 1600-talet anger att en omfattande eldsvåda utbröt i staden år 1611. Allt trävirke i torn och väktargångar förstördes på mursträckan från Norderport till Silverhättan. Idag är Norderport en av de få portar som används för biltrafik.

### Mynthuset
Mynthuset ligger bredvid Norderport och trots sitt namn har ingen kunnat påvisa att byggnaden fungerat som myntverk. Den norra och östra sidan av byggnaden har ingått i ringmuren vilket tyder på att byggnaden stod på platsen innan muren uppfördes.
Dendrokronologiska dateringar har visat att byggnaden uppfördes omkring 1255, och det har troligen infogats i ringmuren under 1280-talet.
Sannolikt är att Mynthuset användes som tullhus, vilket både namnet, placeringen och att huset är äldre än muren antyder.
Att huset byggdes innan uppförandet av muren talar också för att det fanns där Visby hade tullar sedan gammalt. Det är också troligt att det senare har använts som magasin. Det ligger diagonalt i förhållande till muren. På grund av husets placering i terrängen var det svårt att bygga muren framför huset och man valde därför istället att förstärka huset och låta det bli ett torn i muren.
Huset har tre våningar. På den norra gavelns utsida kan man fortfarande se de igenmurade lastportarna. De två rundbågiga dörröppningarna på östra långsidan har lett till husets första och andra våning. Byggnaden har brunnit ner och södra och västra väggarna är borta. Senare har en mindre fristående byggnad uppförts på tomten.

### Smörasken
Smörasken är en av två kaponjärer (den andra är Sparbössan) som byggdes på 1500-talet och var till för så kallad flankeringseld. De har båda förbindelse till varsitt marktorn. Till sin karaktär är de halvrunda befästningar som skjuter ut från muren. Här möttes två skilda epokers krigskonst: armborst och eldvapen. Armborstskyttar bevakade murens höga, otillgängliga krön mot krigare med eldvapen som gjorde muren mera sårbar och därmed påskyndade att kaponjärerna uppfördes. De möjliggjorde flankbeskjutning längs muren med kanoner. Kaponjärerna var byggda i tre etager, en låg källarvång samt därutöver två batteridäck. Namnet Smörasken finns angivet på en karta över Visby från år 1723.

### Brunnsporten
Tillgången till vatten var dålig och endast ett fåtal brunnar fanns på Klinten. Detta innebar att man 1863, lät borra en brunn i Östergravar, utanför ringmuren. I samband med detta togs ett ringmursvalv upp i kvarterets mitt och genom den så kallade Brunnsporten förbättrades människornas möjlighet att komma över vatten.

### Dalmanstornet

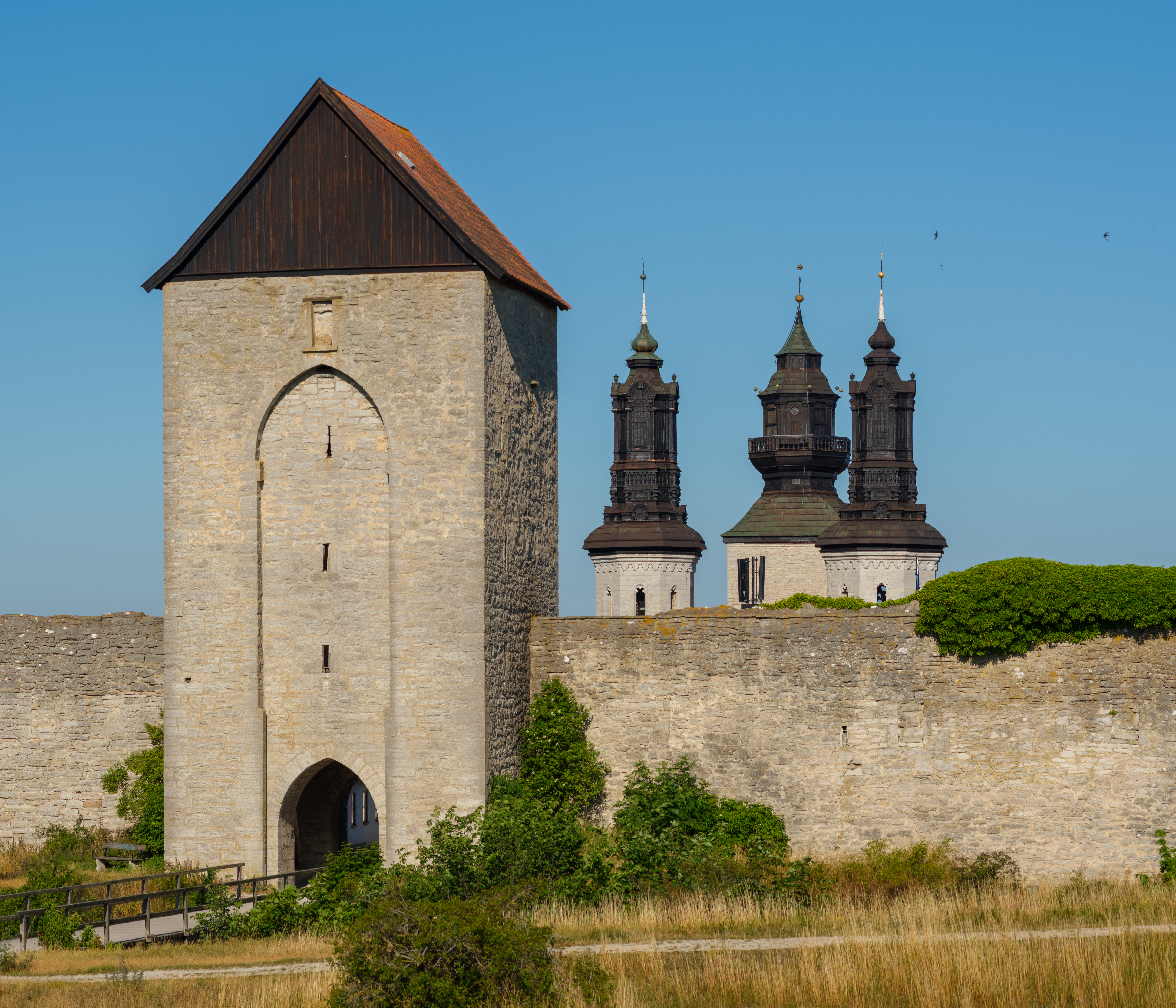
Dalmanstornet med Visby domkyrka i bakgrunden.

Dalmanstornet är byggt kring den Gamla murens port. Namnet kommer av vice landshövding L.R. Dalman. På insidan har det funnits parallella innervärnsmurar, som förstärkte porten och ökade dess försvarskraft. På utsidan ovanför den ursprungliga portbågen finns rester av en nisch avsedd för en helgonbild eller en vapentavla. Den utsmyckningen flyttades troligtvis från nischen till en plats över tornets fällgaller.
Det tunnvälvda tornrummet har sittbänkar infällda i muren. Ovanför tornrummet finns en eldstad, vars rökgång mynnar ut under tornkrönet. Tornets höjd, ca 17 meter, gjorde det till ett riktmärke för sjöfarande till Visby. År 1784 byggdes tornet om till spannmålsmagasin och samtidigt murades den öppna sidan mot staden igen. Tornkrönet försågs med ett sadeltak.

### Österport

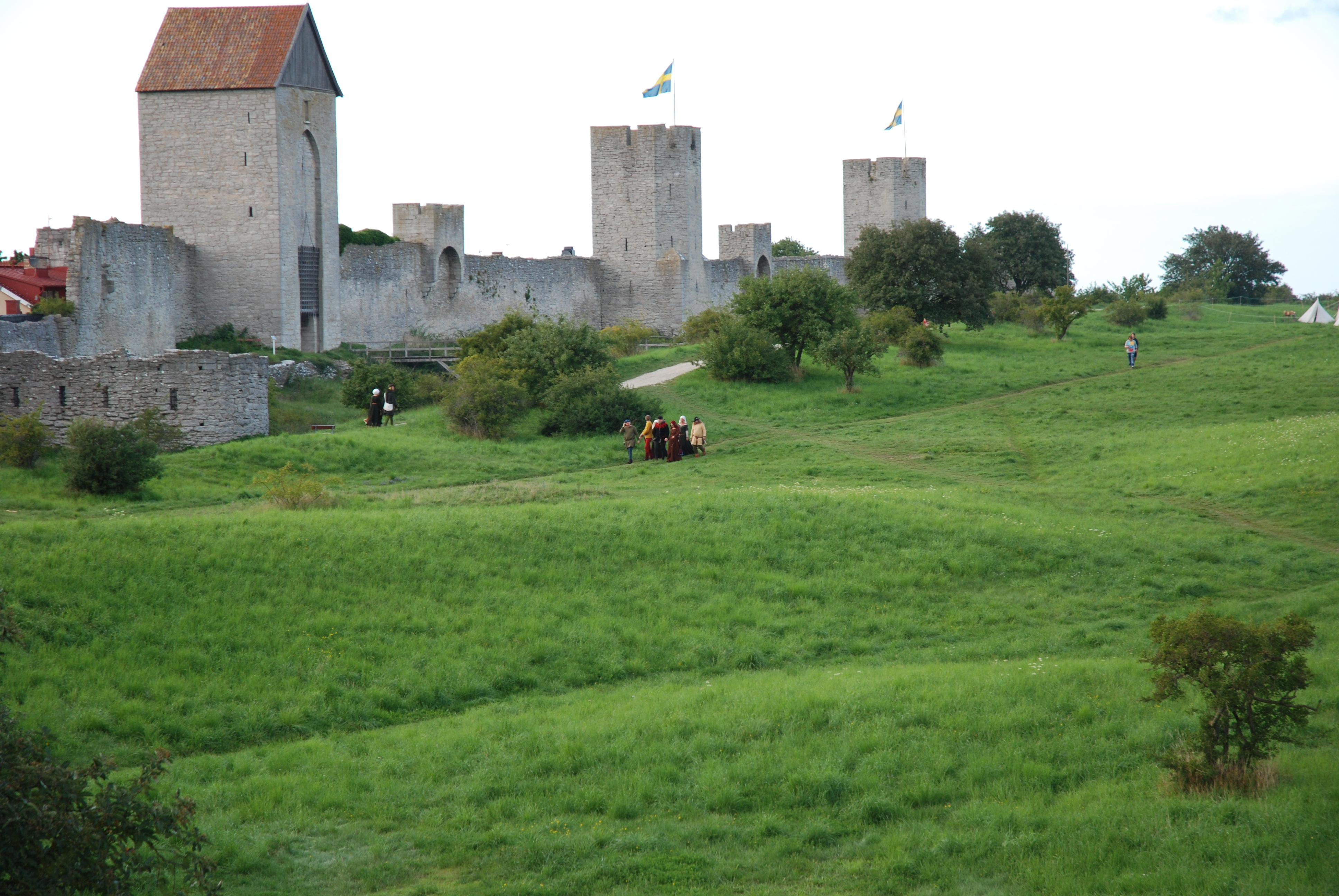
Östergravar.

Österport var den port som landsvägen från östra och centrala Gotland ledde till. Det är troligt att den redan från början var en viktig kommunikationsled. Från Österport gick vägen till den enda stora öppningen genom Klinten och in i staden. Över den gamla porten uppfördes en fem våningar hög tornbyggnad. Tre våningar var slutna inåt staden. I våningen ovanför portvalvet fanns både eldstad och avträde, vilket visar att tornet hade permanent vakthållning. Vägen genom porten har på grund av påfyllnad höjts ca en meter. Ännu i mitten av 1600-talet fanns portens yttervärnsmurar bevarade. Det var två parallella murar, ca 25 meter långa, som gick vinkelrätt ut från porten. Portarna och broarna över vallgravarna fick på så sätt ett effektivt skydd. 
Fram till år 1873 fanns träportarna kvar i Norder-, Söder- och Österport. Träportarna från Österport finns numera uppställda på gården vid Gotlands Fornsal. Alla magistratens kungörelser och andra officiella meddelanden anslogs på stadsportarna och på Stora Torget fram till år 1811, då Wisby Tidning började komma ut. Under orostiderna på 1710-talet utrustades tornet med kanoner. Då förstorades ett antal av de medeltida skyttespringorna i tornet för att ge plats åt eldrören till kanonerna. I Hans Nielssön Strelows Chronica Guthilandorum, som utgavs 1633, berättas att Österport varit försedd med en vacker spira som blev förstörd vid en brand 1610. 
Idag är Österport endast öppen för gångtrafik. Utanför Österport byggdes under 1970-talet ett köpcentrum, ”Östercentrum”, med exempelvis Domus. Idag finns där en rad butiker och snabbmatsrestauranger såsom Systembolaget, Åhléns, Clas Ohlson, McDonald's, Max, och Coop Öster.

### Kvarntornet

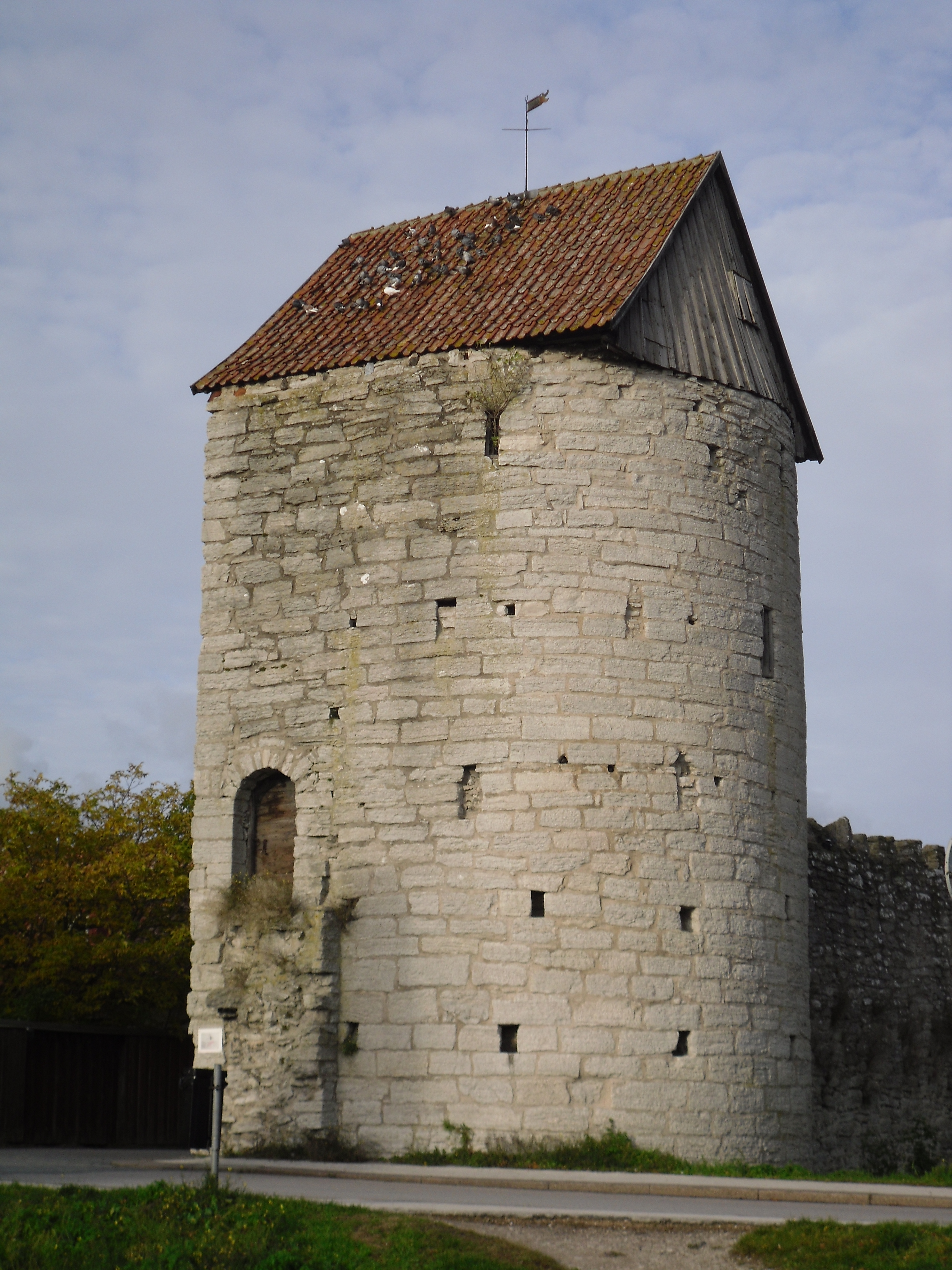
Kvarntornet.

Kvarntornets namn är känt sedan början av 1600-talet. Den danske historikern Jakob Langebek nämner i sin dagbok från 1753–1754 att han i Visby besökte Kvarntornet och såg ”tre våningar, alla var fyllda av handkvarnar på vilka borgarnas pigor malde malt och gryn”. Medeltida murtorn med liknande användning fanns i flera tyska städer, bland annat i Rothenburg och Dinkelsbühl. Under 1800-talet maldes snus i en blygsam fabrik som hade inrättats i Kvarntornet. Tornet har halvrund form. I Visby är den torntypen främmande. Den är däremot vanlig i Baltikum.
Kvarntornet byggdes i den Gamla muren, innan muren höjdes. Förutom tornet i Söderport har inget annat torn så välbearbetat stenmaterial och så jämna skiftgångar som Kvarntornet. Man kan fortfarande inne i tornet se två ingångar från äldsta murens skyttegång. Tornet hade ursprungligen fem våningar med en övre krenelering. Mot insidan var det helt öppet ner till marknivån. Först senare har man byggt en mur med dörr och två luckor på insidan. Översta våningsplanet har en brädvägg inåt staden. Över tornkrönet tillkom ett tegeltäckt sadeltak på 1700-talet. På tornets utsida kan man i fasaden se två stenblock som har splittrats av kanonkulor. De vittnar om gångna tiders strider.

### Skolporten
I samband med att Visby folkskola uppfördes 1891 togs en mindre port upp i muren för att underlätta kommunikationerna. Den fick namnet Skolporten och har senare utvidgats flera gånger. Muren var delvis raserad på det här stället och porten används idag också för biltrafik. Utanför porten ligger än idag en skola, Solbergaskolan.

### Tjärkokeriet
Inbyggt i muren ligger ett litet hus som kallas Tjärkokeriet. Här kokades under en tid trätjära för impregnering, ”litning”, av det tågvirke som tillverkades på en repslagarbana vid Södra Murgatan. Huset byggdes före muren, troligen som packhus. Det inlemmades i den Gamla muren, förhöjdes och blev så småningom ett försvarstorn. Den rektangulära byggnaden har en källarvåning och däröver ett tunnvälvt rum delat i två avdelningar. Huvudingången är igenmurad. Den låg i husets södra fasad och kan ses på den del av byggnaden som ligger utanför muren. Öppningen ovanför porten på murens insida var tidigare kanske lastport till packhuset. Flistaket lades förmodligen på i samband med att byggnaden började användas som tjärkokeri.
Byggnaden och muren intill raserades kanske 1449 då Erik av Pommern sköt med kanoner från Visborgs slott på den svenska hären. Den hade slagit läger intill den närbelägna S:t Mikaels kyrka. Enligt samtida uppgifter skall många av de svenska krigarna ha stupat. Kyrkan ödelades till stora delar och även muren kan då ha fått omfattande skador.

### Kajsartornet

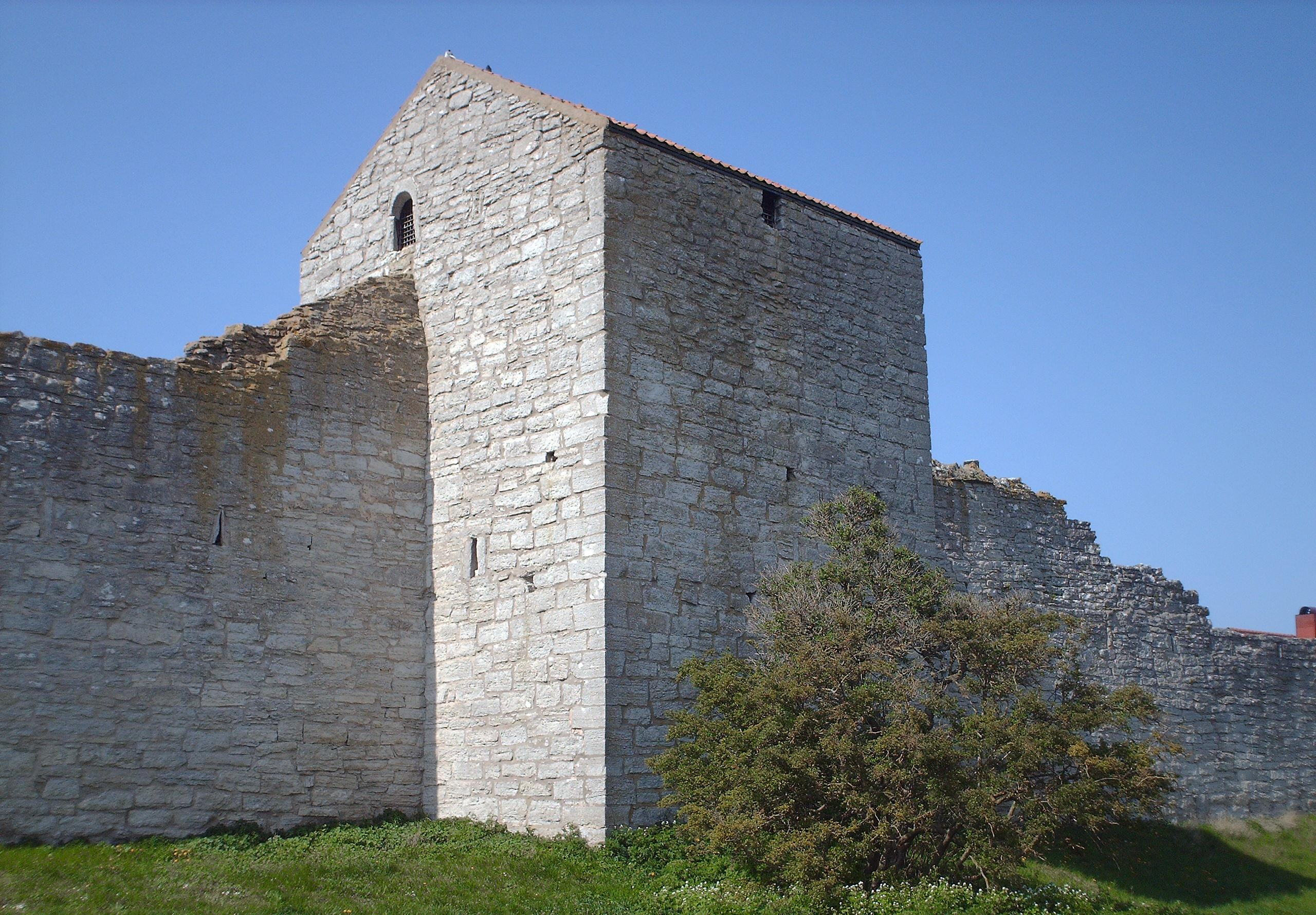
Kajsartornet.

När första etappen av Gamla muren nästan var färdig, uppfördes marktornen. Det första marktornet var KAJSARN. Detta namn är känt sedan 1750 men kan ha sitt ursprung längre tillbaka i tiden. Namnet Kajsarn syftar på kejsare. Tornet är kvadratiskt och större delen av tornkroppen ligger utanför stadsmuren. Liksom Kruttornet har Kajsarn varit helt slutet och tycks främst ha använts som förvaringsrum. Med sina 2,6 meter tjocka murar och imponerande höjd var tornet det mäktigaste i östra delen av muren och en motsvarighet till Kruttornet i väster
Det är möjligt att tornet var stadens centralförråd för krigsmateriel. Den ursprungliga rundbågiga ingången till nedersta våningen finns i den västra fasaden. Från början hade tornet fyra våningar och var därmed högre än vad det är idag. Översta våningen verkar ha varit öppen inåt staden och försedd med ett galleri. Två av tornets tre övre plan nås via en utvändig trätrappa.
Av tornets senare öden framgår att det i början av 1680-talet varit stadens fängelse och inrymt i tornet finns idag ett fängelsemuseum. Här satt Brita Biörn fängslad år 1738. År 1782 uppfördes söder om tornet ett hus som användes som länsfängelse. Tornet ansågs för primitivt och för litet när man fick en mer humanitär syn på fångvård. Huset var sammanbyggt med muren och revs år 1886. Spåren syns fortfarande på murens insida

### Kajsarporten

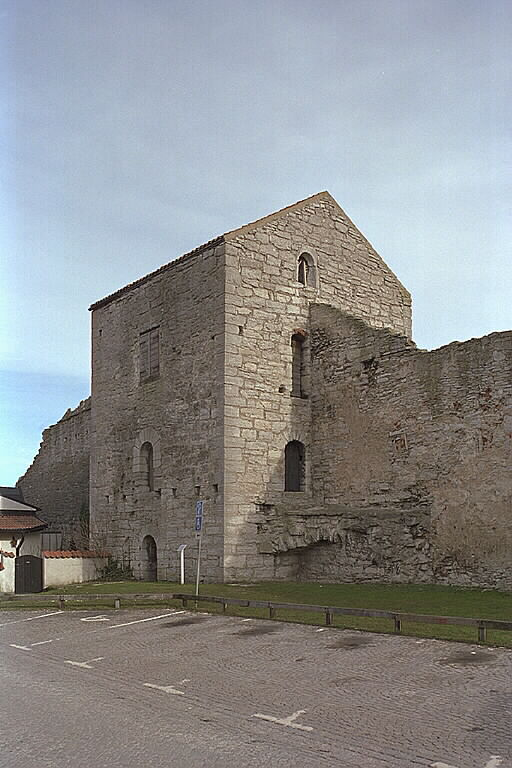
Kajsarporten

Porten har fått sitt namn då den ligger bredvid Kajsartornet och den används idag för biltrafik. Kajsarporten kallades ursprungligen Maria Bönderbys port. Porten togs upp i muren år 1661.

### Söderport

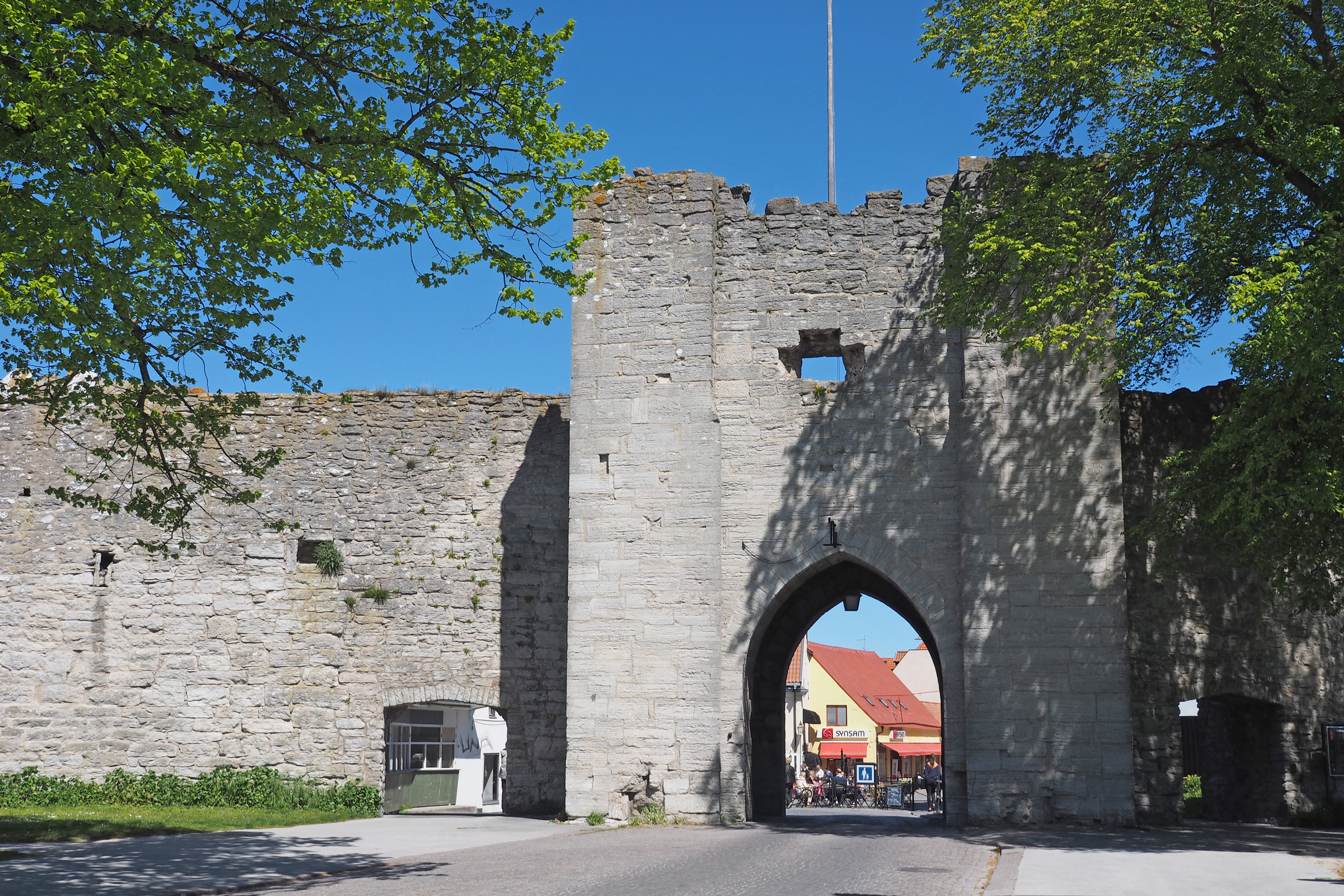
Söderport

Söderport ligger i den vinkel som muren bildar där Östermur möter Södermur. Namnet på porten är troligen från medeltiden och återfinns på de äldsta bevarade stadskartorna. Den yttre träporten fanns kvar på sina porthakar till år 1873. Några spår efter en äldre port har inte påträffats, varför man antar att porttornet i Söderport byggdes i ett senare skede. Tornet är till skillnad från övriga porttorn fint bearbetat med mycket tunna fogar. Tornets murverk är endast bevarat till 6,5 meters höjd. Marknivån har inte förändrats sedan porttornet uppfördes och man ser därför porten i sina ursprungliga proportioner. I det kryssvälvda tornrummet finns två sittnischer och en av valvsnibbarna har murens enda skulpturella utsmyckning. Det är ett eroderat dubbelansikte, där man nu endast med svårighet kan urskilja anletsdragen.
Av tornets andra våning är bara den södra muren bevarad. Här, liksom i de andra huvudportarna, har en gång funnits en eldstad. Vid en undersökning år 1902 av golvet över portvalvet upptäcktes i ett brandlager en mängd föremål som var avsedda för tornets försvar. Här hittades både pilspetsar och delar till eldvapen. Föremålen är från medeltiden och fram till 1600-talets början. Möjligen kan brandlagret sättas i samband med den förödande brand som rasade på muren och i staden år 1611. På grund av den ökade fordonstrafiken genom Söderport beslöts 1947 att på båda sidor om den medeltida portöppningen ta upp de nuvarande gångportarna i muren. Genom Söderport ledde landsvägen från södra Gotland in i Visby. Alldeles innanför porten ligger Södertorg.

### Skansport
Skansporten har fått sitt namn då den är upptagen bredvid bastionen Skansen Havsfrun, som byggdes år 1712. Denna passage togs upp år 1879, dels för att det hästanspända artilleriet lättare skulle kunna rycka ut från staden, dels för att underlätta kommunikationen mellan innerstaden och den nya bebyggelsen kring det som förr kallades Södra byrummet. Biltrafik tillåts numera genom porten.

### Slottsmuren
I den sydvästra delen av muren låg Segeltornet, som var hörntornet mellan Södermur och Sjömuren. Av tornet återstår grundmurarna som visar att det varit kraftigare än andra torn utefter Södermur. Liksom bland annat Kruttornet var Segeltornet slutet inåt staden. Från tornet gick det en vingmur i den sluttande terrängen ner mot havet. Den skar av strandremsan och förhindrade passage på Sjömurens utsida. Intill Segeltornet på östra sidan finns ett bevarat parti av muren och en ursprunglig port i Gamla muren, Lantporten. Den var förbindelse mellan Visborgs slotts inre borggård och de yttre försvarsverken.

### Lilla Strandporten
Lilla Strandporten ligger mitt på mursträckan mellan Donnersplats och Kruttornet. Den har i sin nuvarande form tillkommit senare än den gamla muren och uppfördes troligen i början av 1300-talet, samtidigt med att Rolandstorget anlades strax innanför porten. Vid detta torg låg det kända Kalvskinnshuset.

### Fiskarporten

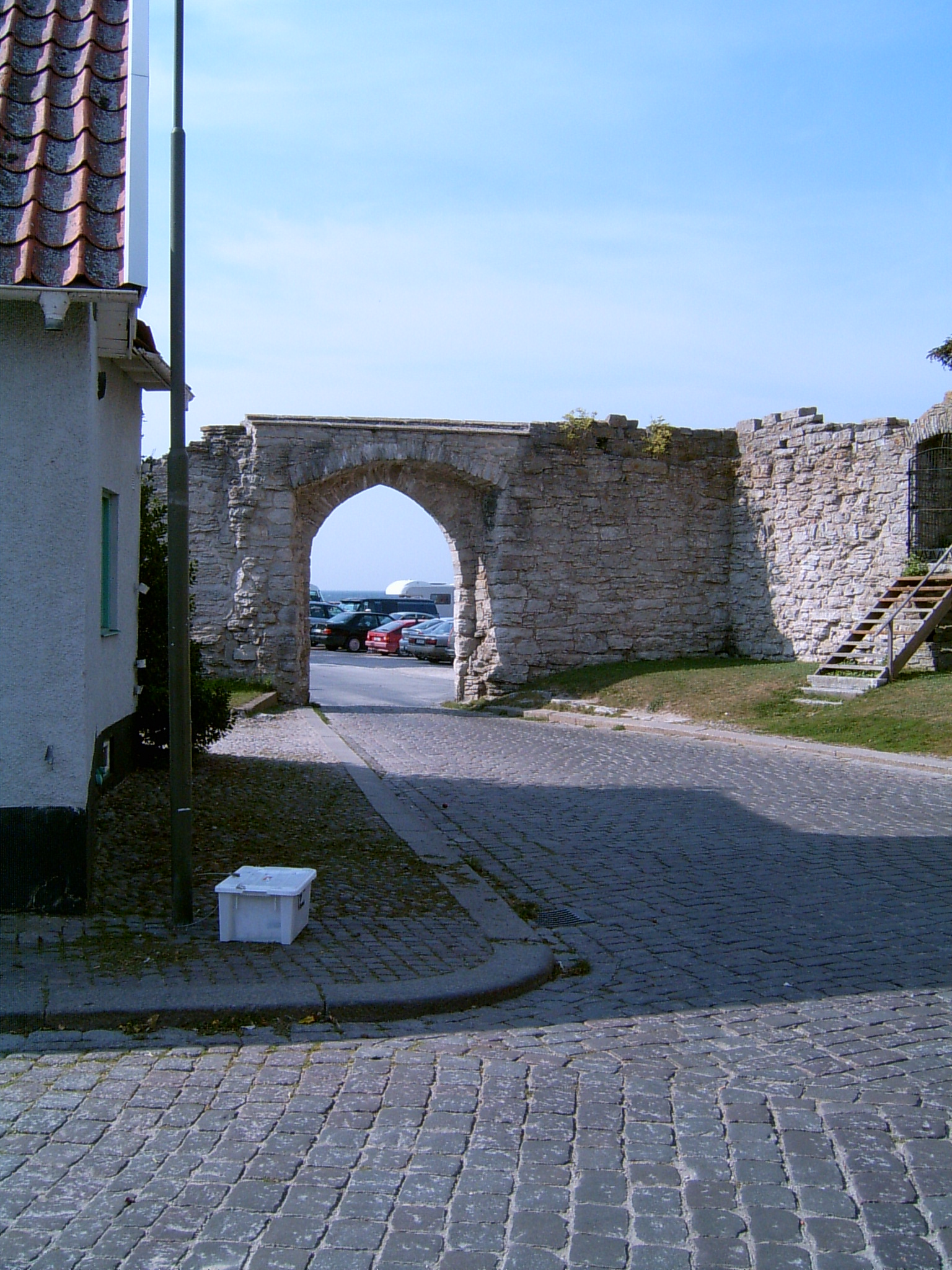
Fiskarporten har Kruttornet till höger utanför bild.

Fiskarporten är en port i muren belägen knappa 30 meter från Kruttornet. Den byggdes under senare delen av medeltiden, troligtvis på 1400-talet. Fiskarporten ledde till en liten fiskehamn som man tror låg i anslutning till stadens hamnområde.